# Hypsiboas boans
Hypsiboas boans is een kikker uit de familie van de boomkikkers (Hylidae). De soort werd vermeld door Carl Linnaeus in 1758 in de tiende editie van Systema naturae als Rana boans.
De soort komt voor in Zuid-Amerika; in Colombia, Ecuador, Frans-Guyana, Guinee, Panama en Trinidad.